# KulturNav
KulturNav es un servicio digital de almacenamiento en nube originario de Noruega. Su principal fin es que sus usuarios puedan utilizar dicha plataforma para crear y administrar un sistema de control de autoridades focalizado en las necesidades de museos y centros culturales. El proyecto fue creado y es dirigido por el Consejo de las Artes de Noruega. El proyecto se inició en 2013 y el sitio estuvo completamente operativo el 20 de enero de 2015. Es utilizado por alrededor de 130 museos de Noruega y Suecia.
Según su propio sitio web, KulturNav está diseñado para mejorar el acceso a la información sobre el patrimonio cultural en archivos, bibliotecas y museos, trabajando con metadatos comunes. Así, distintas instituciones pueden colaborar para construir una base de datos y terminología estándar. Según el Centro de Arquitectura y Diseño Skeppsholmen, KulturNav posee un registro bastante completo de arquitectos suecos.

## Software
KulturNav utiliza la tecnología KulturIT, un software desarrollado y mantenido en conjunto entre el Museo de Cultura Popular de Noruega y el Museo Lillehammer, un proyecto sin fines de lucro. KulturIT se basa en el sistema de datos enlazados, lo que lo hace compatible con otras fuentes que utilicen la misma tecnología.
La API soporta consultas con HTTP GET, las cuales no tienen un sistema de autentificación y autorización, lo que significa que solo se puede consultar contenido que sea público. El sistema fue desarrollado basándose en Play Framework, junto con Solr y jQuery.

## Proyectos
En marzo de 2015, el registro nacional de fotografía de Suecia inició el proceso de migración a KulturNav.
El proyecto de digitalización del Museo de Historia Natural de Estocolmo, iniciado en 2016 y que se espera finalice en 2020, prevé subir el material obtenido a KulturNav o una plataforma similar.[actualizar]